# گلستان (ایذه)
گلستان روستایی زیبا در دهستان حومه شرقی بخش مرکزی شهرستان ایذه در استان خوزستان ایران و دقیقا در دامنه رشته کوه‌های زاکرس قرار دارد. در این روستا مردم بیشتر به کشاورزی و دامداری مشغول هستند و بیشتر اهالی از این طریق امرار و معاش میکنند. اهالی این روستا به مانند اکثر مردم شهرستان ایذه از قوم بختیاری هستند و قاطبه آن‌ها از طایفه غیور سعید می باشند. مردم این روستا به مهربانی و میهمان نوازی معروفند و چنان در این امر زبانزد هستند که همه ی مردم ایذه آن منطقه را با این خصیصه می شناسند. 
روستای گلستان در همسایگی روستاهای گلدوزخ۲ و لوایی قرار دارد و تا مرکز شهرستان ایذه حدودأ ۳کیلومتر فاصله دارد.
در بالا دست روستای دشت سرسبز و زیبایی قرار دارد که بیشتر اهالی ایذه برای تفریحاتی مانند بازی فوتبال در روزهای پنجشنبه و جمعه به آن منطقه میروند و از روزهای تعطیل خود لذت میبرند.
از جمله قهرمانان این خطه می توان به پهلوان کشتی گیر امید احمدی از قهرمانان کشتی ایران و آسیا که سوابق خوبی در کشتی دارد، اشاره کرد. 

## جمعیت
بر پایه سرشماری عمومی نفوس و مسکن در سال ۱۳۹۵ جمعیت این مکان ۴۲۲ نفر (۱۲۷خانوار) بوده‌است.